# Alfonso Di Vestea

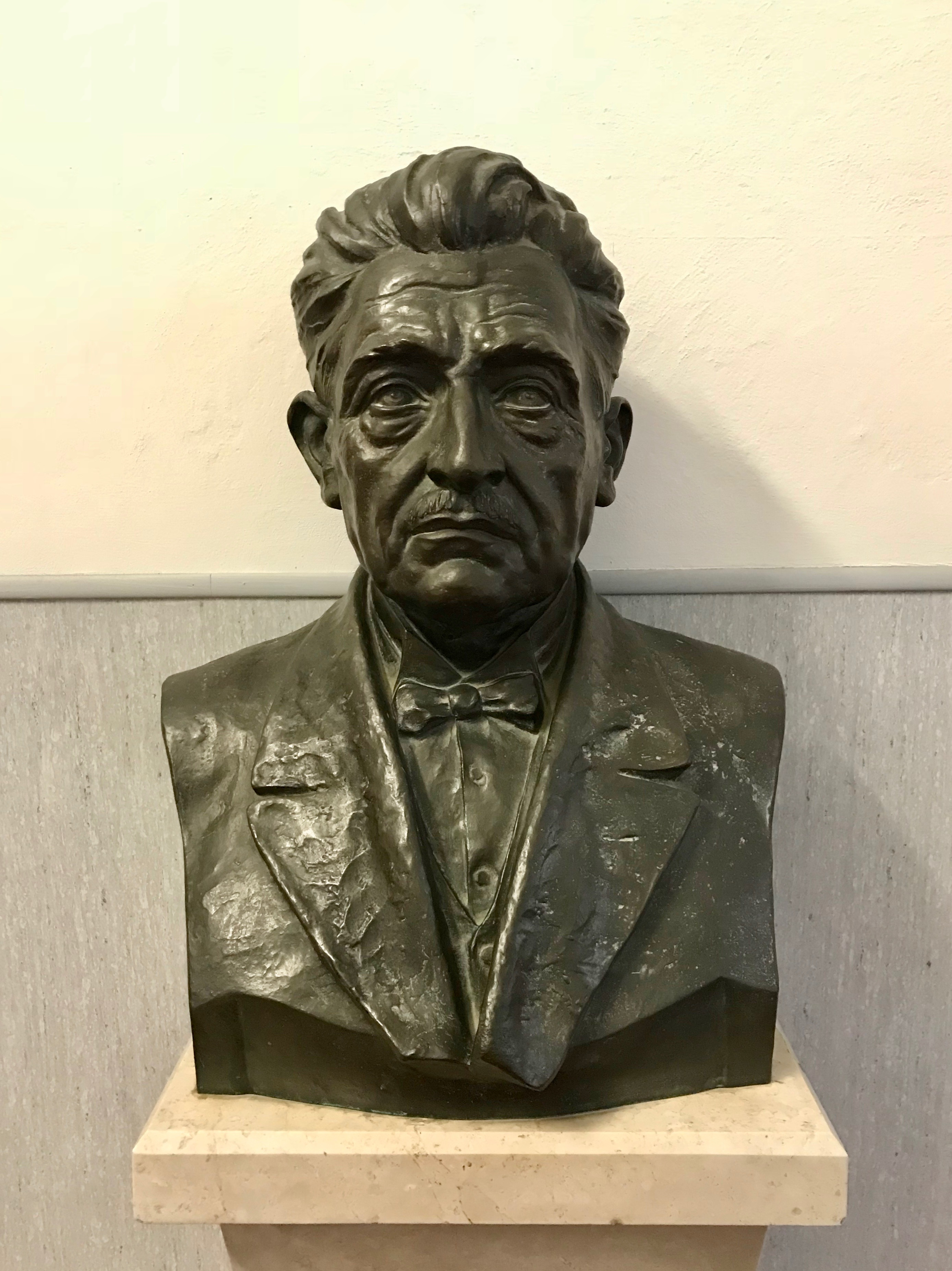
Busto di Alfonso Di Vestea

Alfonso Di Vestea (Loreto Aprutino, 20 luglio 1854 – Roma, 25 aprile 1938) è stato un medico, batteriologo e virologo italiano, noto soprattutto per i suoi studi sulla rabbia.

## Biografia
Dopo gli studi secondari nel seminario di Atri, studiò medicina nelle università di Bologna e Napoli, laureandosi in quest'ultima città nel 1882 con Arnaldo Cantani. Di Vestea si orientò anch'egli nel campo microbiologia lavorando, nell'istituto diretto da Cantani, con Gaetano Paolucci, Giuseppe Zagari, Augusto Ducrey e Alfonso Tursini. Nel 1886, grazie a una borsa di studio, si recò a Parigi dove apprese le fondamenta della prevenzione antirabbica da Pasteur, colui che l'anno prima aveva preparato il primo vaccino antirabico.
Ritornato a Napoli, Di Vestea si dedicò allo studio della rabbia, istituendo nell'istituto diretto da Cantani un "Reparto della rabbia" per lo studio e la prevenzione della terribile malattia. Nel 1887, assieme a Giuseppe Zagari, Di Vestea dimostrò che la trasmissione della rabbia al sistema nervoso centrale ha luogo attraverso i nervi periferici. Nel 1904 Di Vestea assieme a Remlinger, ma indipendentemente da questi, riuscirono a dimostrare la filtrabilità dell'agente eziologico della rabbia attraverso le candele filtranti di Berkefeld e di Chamberland.
Di Vestea si interessò ai temi dell'igiene, e svolse un'importante funzione divulgativa e pedagogica formalizzata nel manuale universitario Principi d'igiene edito a Torino dalla UTET nel 1908. Professore di igiene a Palermo nel 1890 l'anno successivo fu nominato anche capo del laboratorio della Scuola di sanità pubblica a Roma, l'antesignana dell'Istituto Superiore di Sanità. Infine 1892 ottenne la cattedra di igiene a Pisa, sede dove rimase fino al pensionamento.

## Riconoscimenti
Gli è dedicato l'istituto di Igiene dell'Università di Pisa.